# ウラジーミル・アレクノ
- ウラジーミル・アリェークノ

ウラジーミル・ロマノヴィチ・アレクノ（ロシア語: Владимир Романович Алекно, 1966年12月4日 - ）は、ロシアの男子バレーボール選手、指導者。ベラルーシ・ポラツク出身。

## 来歴
現役時代バレーボールーグでプレーした後、1992年からイタリア、1994年からはフランスでプレーをした。
指導者としてはフランスリーグのトゥールVBを経て、2004年からロシア・スーパーリーグのディナモ・モスクワの監督となり、2006年リーグ優勝。2007年にロシア代表監督に就任し、2008年北京オリンピックで銅メダル獲得へ導いた。
代表監督退任後の2008年、ゼニト・カザン監督に就任。2010年に再びロシア代表監督に招聘され、2011年ワールドリーグ優勝、2011年ワールドカップ金メダル、2012年ロンドンオリンピックでロシア男子に32年ぶりとなる金メダルをもたらした。
ゼニト・カザンでは監督就任以降、リーグ優勝5回、カップ優勝2回、欧州チャンピオンズリーグ優勝2回を飾った。

## 所属クラブ
- CSKAモスクワ（1984-1987年）
- CSKAミンスク（1987-1990年）
- レフスキ・ソフィア（1990-1991年）
- ヴォルンタス・アスティ（1992-1993年）
- マルコーニ・スポレート（1993-1994年）
- ASカンヌ・バレーボール（1994-1996年）
- トゥールVB（1996-1999年）

## 指導歴
- トゥールVB（1999-2004年）
- ディナモ・モスクワ（2004-2007年）
- ロシア男子代表（2007-2008年）
- ゼニト・カザン（2008-2020年）
- ロシア男子代表（2010-2012年、2015-2016年）
- イラン男子代表（2020-2021年）